# 黄如 (足球运动员)
黄如（1991年11月28日—），越南女子足球运动员，司职前锋，目前效力于胡志明市I女子足球俱乐部和越南国家女子足球队。她曾代表越南参加2023年国际足联女子世界杯。